# Ave de Muerte
Ave de Muerte (Cal'syee Neramani-Summers) es una personaje ficticia que aparece en los cómics estadounidenses publicados por Marvel Comics. Creada por Chris Claremont, John Byrne y Dave Cockrum, generalmente se la representa como una supervillana, una adversaria de los X-Men.
Ave de Muerte es parte de un segmento de la raza extraterrestre Shi'ar que posee alas con puntas de garra. Es la odiada hermana de la emperatriz Shi'ar  Lilandra Neramani, la madre de la guerrera Shi'ar, Grito de Muerte, y busca constantemente usurpar el trono de su hermana. También es la hermana de D'Ken, el primer gobernante representado de los Shi'ar.

## Historial de publicaciones
Creada por el escritor Chris Claremont y los artistas John Byrne y Dave Cockrum, apareció por primera vez en Ms. Marvel vol. 1 #9, (septiembre de 1977).

## Biografía ficticia del personaje

### Origen
Ave de Muerte nació como Cal'syee Neramani, de la casa gobernante del Imperio Shi'ar en la Aerie (ahora conocida como Chandilar), el mundo natal de los Shi'ar. Su nombre fue despojado de ella después de que fue profetizado que estaba destinada a cometer un gran mal. Ella fue exiliada después de asesinar brutalmente a su madre y a una hermana sin nombre.

### Carrera como terrorista
Durante este exilio, ella apareció por primera vez en la Tierra y se convirtió en un socio de MODOK y AIM en algún momento. Siguiendo las órdenes de AIM, luchó contra Ms. Marvel en Nueva York, una noche después de que el penthouse de Park Avenue de Carol Danver fue destruido por una bomba. La escaramuza fue interrumpida después de que Ave de Muerte hirió gravemente a la herína, que se distrajo al tratar de salvar las vidas de dos niños pequeños. Más tarde, la lucha se reanudó cuando Carol descubrió que había un cuartel general de AIM secreto debajo de la Tienda del Departamento de Alden. La batalla entre las dos, aparentemente terminó con la desaparición de Ave de Muerte y el escape de MODOK, después de traicionarla. Si Ave de Muerte buscó vengarse de Danvers o AIM, eso sigue siendo desconocido. También lucho contra Hawkeye mientras estuvo en la Tierra.Ella lucha contra Ms. Marvel nuevamente.
Poco después, su hermana menor, Lilandra, se convirtió en Majestrix del Imperio tras los acontecimientos que dejaron su hermano, D'Ken, comatoso. Ave de Muerte decidió tomar el trono para sí misma, y se alió con el concejal Samedar y los parásitos alienígenas llamados los Brood y los miembros renegados de la Guardia Imperial en un intento de un golpe.Los X-Men la derrotaron y a sus aliados, pero antes, fueron infectados por los Brood (aunque finalmente se curaron gracias a los esfuerzos de Danvers y el Acanti Soulsinger). 

### Emperatriz de los Shi'ar
Más tarde logró deponer a Lilandra con la ayuda de Brood y tomó el trono para ella misma.Como gobernante del Imperio Shi'ar, ella se enfrentó a los Starjammers y Excalibur, y trató de capturar a Rachel Summers, pero Lilandra casi la mata en combate.
Algún tiempo después, los War Skrulls que se hacían pasar por Charles Xavier y los Starjammers ayudaron a Lilandra a deponer a Ave de Muerte y restaurarla en el trono. Con la ayuda de Lila Cheney, ella y los X-Men derrotaron a los War Skrulls, pero Ave de Muerte le cedió el imperio a Lilandra, ya que se había aburrido de la burocracia.
Ave de Muerte más tarde, ayudó a su hermana durante la Guerra Kree-Shi'ar. Ella asesinó a los líderes Kree Ael-Dann y Dar-Benn. Ella fue capturada por Hawkeye, en su apariencia como Goliat.Más tarde fue liberada y se le concedió el dominio sobre el vencido Imperio Kree como virrey. Ella también se hizo pretor (líder) de la Starforce, por Lilandra.Ella dirigió los Starforce en un enfrentamiento con Quasar.Más tarde, los Kree se independizaron.

### Romance con Bishop
Cuando los Shi'ar pidieron la ayuda a los X-Men contra los invasores Phalanx, que ya habían llegado al trono de Chandilar, los X-Men se aliaron con Ave de Muerte. Se las arreglaron para defenderse de un asalto de los Phalanx en el imperio Shi'ar, y durante el conflicto, Ave de Muerte y el X-Men Bishop forjaron una relación de respeto de guerreros, uno para el otro. Ave de Muerte se sorprendió de que el mutante de la Tierra no mostrara miedo ante ella.
Como un gesto de honor, Ave de Muerte escoltó a los mutantes a la Tierra, pero su nave fue destruida inexplicablemente en tránsito.Ave de Muerte escapó de ser aniquilada, con el herido Bishop, en una nave privada.Ella inicialmente convenció a Bishop que estaba paralizado debido a sus heridas y que, de todos los X-Men, solo él sobrevivió.Sin embargo, Bishop se dio cuenta de que no estaba herido, pero que Ave de Muerte estaba usando el equipo del laboratorio para mantenerlo en éxtasis.La nave fue pronto atacada, y Bishop la convenció de que lo dejara en libertad para que pudiera hacer frente a la amenaza. Con el tiempo, ellos iniciaron una relación sentimental.
Después, los dos fueron transportados por accidente a una Tierra alternativa del futuro que fue gobernada por una malvada hija de la emperatriz Shi'ar Lilandra y Charles Xavier. Bishop y Ave de Muerte ayudaron a los rebeldes a oponerse a ella y Ave de Muerte derrotó a su sobrina en un duelo. Ella podría haberla matado, y cada instinto le dijo que lo hiciera, pero la dejó vivir. Los héroes de la Tierra liberada ayudaron a Bishop y Ave de Muerte a regresar a su propio tiempo y continuaron su búsqueda para llegar a casa.

### Traición y herencia teorizada
Finalmente, Bishop y Ave de Muerte regresaron al Sistema Solar y se encontraron con la masa inerte planetaria del Monolito Viviente en su camino hacia Tierra Firme. Curiosamente, los dos aterrizaron su nave e investigaron el planeta con supuesta presencia humana. De repente Ave de Muerte traicionó a Bishop y se unió a un grupo de Skrulls, volviendo a la Tierra con el fin de aplicar los planes de final del aliado de los Skrulls, Apocalipsis. Ave de Muerte fue traicionada y transformada por Apocalipsis en una de sus Jinetes.Con el título de "Guerra", Ave de Muerte ayudó a Apocalipsis a reunir a "los Doce".Apocalipsis fue derrotado, sin embargo, y Ave de Muerte y dispersó con los jinetes.
Ave de Muerte y Bishop más tarde se encontraron el uno al otro durante el evento de Máxima Seguridad. La Tierra se convirtió en un planeta prisión, con una barrera de energía por todo el sistema solar, y Ave de Muerte tenía la llave para desbloquearlo. Bishop se enfrentó a ella. Ave de Muerte entonces intentó a matar a Bishop, antes de abrir una burbuja de aire y ser absorbida en el espacio. Bishop fue capaz de cerrar la burbuja de aire, y luego admitió que él la odiaba.
Algún tiempo después, un equipo trotamundos de X-Men liderado por Tormenta se exilia de su hogar y de sus compañeros de equipo para encontrar los trece diarios de Destiny, ya que a ninguno le gusta la idea de tener definido su destino.Este equipo reclutaría nuevos miembros Heather Cameron y su hermano Davis.Durante una misión para infiltrarse en la nave del señor de la guerra intergaláctico Khan, la apariencia de Heather cambia para parecerse a la raza alienígena Shi'ar, y se teorizó que ella y Davis tenían cierta herencia Shi'ar, Jean Grey señaló que las marcas craneales en su cabeza y la cresta de plumas que había manifestado indicaban que Heather es de ascendencia real Shi'ar.Una entrada del diario de Destiny parece implicar que al menos Heather fue "Madre de Guerra", que resultó ser el apodo de Jinete de Ave de Muerte mientras servía a Apocalipsis. La entrada muestra una imagen de Ave de Muerte enfrentándose a algunos de los miembros del equipo X-Treme (Tormenta, Bishop, Ave de Trueno y Lifeguard en su apariencia Shi'ar).

### El Auge y la Caída del Imperio Shi'ar
Ave de Muerte fue rescatada por la Guardia Imperial. Lilandra la encarceló porque ella representaba una amenaza para su reinado.
Mientras, el guerrero terrícola Vulcan, es capturado por la guardia del palacio ya que entró en el territorio Shi'ar en su búsqueda de venganza contra toda la raza Shi'ar. Él fue encarcelado en la instalación de máxima seguridad que albergaba a Ave de Muerte. Vulcan es liberado por un miembro de una orden secreta que desea a D'Ken como emperador de los Shi'ar una vez más. Vulcan libera también a Ave de Muerte.
Vulcan es cautivado por Ave de Muerte, e inician una relación sentimental. Ave de Muerte convence a Vulcan de terminar el proceso de curación iniciado por los miembros Shi'ar de la orden secreta sobre D'Ken, quien permanecía en coma desde el incidente con el Cristal M'Kraan. Cuando D'Ken descubrió los sentimientos de Vulcano por Ave de Muerte, él invoca una antigua costumbre Shi'ar e invita a Vulcan a casarse con Ave de Muerte y formar parte de la realeza Shi'ar.
Vulcan y Ave de Muerte se casaron en frente del cristal M'Kraan. Eventualmente combatieron a los X-Men, Lilandra y los Starjammers. Durante el caos que sobreviene Vulcan mata a D'Ken y asume el trono de emperador del Imperio Shi'ar, con Ave de Muerte como su Emperatriz.

### Imperio de Vulcan
Ave de Guerra se mantiene fiel a Vulcan durante su gobierno sobre el Imperio Shi'ar, apoyándolo cuando parte del pueblo lo rechaza. También lo ayuda a combatir a los Starjammers, que ahora dirigen los X-Men Kaos, Polaris y Rachel Summers. En una batalla, cuando los Starjammers escapaban de Vulcan, Ave de Guerra fue seriamente herida.
Poco después, Vulcan finalmente pierde el trono tras un combate con Black Bolt, rey de los Inhumanos.

## Poderes y habilidades
Ave de Muerte es una mutante genética de las especie Shi'ar; ella tiene una fuerza sobrehumana, velocidad, resistencia, agilidad, flexibilidad, reflejos, coordinación, equilibrio y resistencia mucho más allá de los límites medios de su raza. Ella tiene una fisiología parecida a las aves, típico de su raza, como tener huesos huecos, pero en su caso las características de ave son más pronunciadas. Esto se debe a que es un "retroceso genético", es decir que se parece a los Shi'ar más primitivos, algo así como Aves de Presa. Ella posee alas en pleno funcionamiento.
Las uñas de Ave de Muerte son esencialmente garras que puede rayar acero y desgarrar a través de sustancias como el hueso y los tejidos con facilidad.
Aparte de sus ventajas físicas naturales, Ave de Muerte es una guerrera entrenada de formidable formación con una gran habilidad y astucia. También es experta en lanzar jabalinas. Ella usa una variedad de jabalinas, algunas de las cuales están diseñadas para determinados efectos ofensivos.
Ave de Muerte también ha utilizado otros equipos de diseño Shi'ar, incluyendo armadura de batalla, y un cañón de energía.

## Otras versiones

### Era de Apocalipsis
- Ave de Muerte aparece como la líder de los Starjammers, y ayuda a Gambito y su equipo a conseguir el Cristal M'Kraan.

### Star Trek / X-Men
Ave de Muerte desafía la voluntad de su hermana y liderea una fuerza Shi'ar en la realidad de Star Trek. Allí, ella intenta asociarse con el controlaodr de la realidad, Gary Mitchell.

### X-Men: El Fin
- En esta línea, escrita por Chris Claremont, se presenta un futuro alternativo de los últimos días de los X-Men. Allí se revela que hay una mutante llamada Aliyah que es la hija de Bishop y Ave de Muerte. Al final, es asesinada por su hija, luego de ser infectada por un huevo de la Reina Brood.

## En otros medios

### Televisión
- Ave de Muerte hizo varias apariciones en la serie de los 1990s X-Men. En flashbacks, ella ha sido vista de lado de D'Ken cuando Corsario y Katherine Summers fueron secuestrados. Tras la ascensión de Lilandra al trono del imperio, Ave de Muerte intentó derrocar a su hermana e instalarse a sí misma como Majestrix, por lo que se unió a Apocalipsis, y estaba a su lado cuando Fabian Cortez fue capturado. Sin embargo, Apocalipsis, fue la mera utilización de Ave de Muerte para sus propios planes. Durante los episodios de Más allá del bien y del mal, atacó a Lilandra junto con Apocalipsis, sin embargo, fue abandonada a la merced de Lilandra y al pretor de la Guardia Imperial, Gladiador. Apocalipsis simplemente quería una distracción para poder secuestrar a Orácle, el psíquico de la Guardia Imperial.

### Videojuegos
- Ave de Muerte apareció en el juego de Sega X-Men, donde secuestra a su hermana Lilandra.

- Ella aparece como un jefe en el videojuego Marvel: Ultimate Alliance con la voz de Nika Futterman. Ella ha organizado un golpe de Estado del trono de su hermana cuando los héroes visitan el Imperio Shi'ar para pedir prestado un pedazo del Cristal M'Kraan para derrotar al Dr. Doom después que absorbe los poderes de Odín. Habiéndola derrotado en combate, los héroes luego tienen que evitar que Ave de Muerte destruya la nave para asegurarse de que no puedan escapar (encontrándola y, si el jugador opta también, liberar a la aprisionada Lilandra en el proceso). Ave de Muerte tiene un diálogo especial con Pantera Negra antes de la pelea, Iron Man después de la pelea, Wolverine en la sala de la ciencia, y Sabretooth (en el Pack de expansión para Xbox 360), curiosamente, ella confunde al último, enojando a Sabretooth.